# Cam Bàn
Cam Bàn (tiếng Trung: 甘盘; bính âm: Gan Pan) là danh thần thời nhà Thương.

## Cuộc đời
Cam Bàn là tiểu thần thời vua Tiểu Ất, phụ trách dạy dỗ con của Tiểu Ất là Vũ Đinh. Vũ Đinh kế vị, phong Cam Bàn làm khanh sĩ, là một trong mười vị trọng thần.
Không lâu sau, Cam Bàn chết, Phó Duyệt thay chức.